# Suvanna Kamphong
Suvanna Kamphong hay Souvanna Khamphong, Souvanna Kham-Phong (*Tk.13 - †1330?), danh xưng hoàng gia là Somdetch Brhat-Anya Suvarna Kamabangsa Phragna Souvanna Kam Phong Rajadharani Sri Sudhana, trước khi lên ngôi là Phagna Phong, từ năm 1316 làm vua của Rajadharani Sri Sudhana (tức muang Swa hay Vương quốc Luang Phrabang), ngày nay là Luang Phrabang.
Năm 1306 Suvanna Kamphong đã giết hoàng tử Phuan và ba người con trai của ông này. Sau cái chết được cho là tự nhiên của vua Phraya Langa năm 1316 mà không có con, Suvanna Kamphong đã được các quý tộc tôn làm vua mới. Ông có những người vợ khác nhau, trong số họ là
- Nang Kamnan từ Đế quốc Khmer,
- Nang Ok-Khong,
- Nang Khom.

Vua Suvanna Kamphong có năm con trai và bốn con gái, trong đó Chao Fa Ngiao bị cha trục xuất khỏi Rajadharani Sri Sudhana vì có quan hệ với vợ kế Nang Kamnan của vua cha.
Ông mất không biết rõ ngày tháng (1330?). Khi đó Chao Fa Ngiao về và lên ngôi vua với danh xưng Khun Phi Fa.

## Hậu kỳ
Khun Phi Fa trị vì đến năm 1343 thì mất. Chao Fa Kham Hiao kế tục anh trai lên ngai vàng trị vì.
Năm 1353 Chao Fa Ngum đem quân về Muang Swa. Chao Fa Kham Hiao đã tự sát, từ chối giao chiến với cháu trai của mình.
Fa Ngum được tôn làm Vua của Muang Sua. Năm 1354 Fa Ngum khuất phục được công quốc Viêng Chăn và lập ra Vương quốc Lan Xang, vương quốc thống nhất đầu tiên của người Lào.